# Staszów
Staszów là một thị trấn thuộc huyện Staszowski, tỉnh Świętokrzyskie ở trung tâm Ba Lan. Thị trấn có diện tích 27 km². Đến ngày 1 tháng 1 năm 2011, dân số của thị trấn là 15108 người và mật độ 562 người/km².